# EFootball (série)
eFootball (anteriormente conhecido como Pro Evolution Soccer internacionalmente e Winning Eleven no Japão) é uma série de jogos eletrônicos de simulação de futebol desenvolvido e publicado pela Konami desde 1995. Consiste em dezoito jogos principais e vários spin-offs que foram lançados em diversas plataformas diferentes. A série alcançou sucesso crítico e comercial.
O eFootball tem uma rivalidade de longa data com a série FIFA da EA. eFootball é a segunda maior franquia de jogos de futebol depois do FIFA, com a rivalidade entre as duas franquias considerada a "maior rivalidade" na história dos videogames de esporte. Listada como uma das franquias de jogos eletrônicos mais vendidas da história, a série eFootball já vendeu cerca de 111 milhões de cópias em todo o mundo, além de 400 milhões de downloads para celular, em dezembro de 2020.
eFootball é um dos maiores jogos de eSports. eFootball.Open (anteriormente conhecido como PES World Finals ou PES League) é o campeonato mundial de esportes organizado pela Konami anualmente desde 2010.

## Série Goal Storm / ISS Pro
A série Pro Evolution Soccer tem raízes na série Goal Storm. O jogo foi desenvolvido pela Konami Computer Entertainment Tokyo, Inc. e foi lançado em 1996.
Os seguintes três jogos da série também foram produzidos por KCET e eles foram liberados sob o nome de ISS Pro para o mercado ocidental e World Soccer: Winning Eleven para o Japão.
| Europa e América do Norte                                                     | Europa e América do Norte | Japão                                                             | Japão                  | Plataformas |
| Nome                                                                          | Data de Lançamento        | Nome                                                              | Data de Lançamento     | Plataformas |
| ----------------------------------------------------------------------------- | ------------------------- | ----------------------------------------------------------------- | ---------------------- | ----------- |
| Goal Storm                                                                    | 1996                      | World Soccer Winning Eleven                                       | 1996                   | PlayStation |
| International Superstar Soccer Pro (Europa) Goal Storm '97 (América do Norte) | 1 de junho de 1997        | World Soccer: Winning Eleven '97                                  | 1997                   | PlayStation |
| International Superstar Soccer Pro 98                                         | 1 de maio de 1998         | World Soccer Jikkyou Winning Eleven 3: World Cup France '98       | 12 de novembro de 1998 | PlayStation |
| ISS Pro Evolution                                                             | Maio de 2000              | World Soccer: Winning Eleven 4                                    | 6 de junho de 1999     | PlayStation |
| ISS Pro Evolution 2                                                           | 23 de março de 2001       | World Soccer Jikkyou Winning Eleven 2000: U-23 Medal e no Chousen | 24 de agosto de 2000   | PlayStation |

## Série Pro Evolution Soccer

### Pro Evolution Soccer
- Lançamento: 23 de novembro de 2001
- Plataformas: PlayStation e PlayStation 2

PES (Winning Eleven 5 no Japão) é o primeiro título da saga, trazendo à versão europeia toda a jogabilidade do, até aí, exclusivo jogo japonês. Apesar da diferença de nome, este é a sequência do antigo Winning Eleven 2000 europeu, o ISS 2 Pro Evolution, bastante melhorado, tanto graficamente quanto na jogabilidade.

### Pro Evolution Soccer 2
- Lançamento: 18 de outubro de 2002
- Plataformas: PlayStation, PlayStation 2 e Nintendo GameCube

PES 2 (Winning Eleven 6 no Japão) é o segundo título da saga, com poucas mudanças em relação à versão anterior, mas mesmo assim converte-se no jogo que melhor caracteriza o desporto-rei, tanto pelos gráficos incrivéis (para aquele tempo), tanto pela sua legendária jogabilidade e 'profundidade' de jogo.

### Pro Evolution Soccer 3
- Lançamento: 29 de outubro de 2003
- Plataformas: PlayStation 2 e Microsoft Windows

PES 3 (Winning Eleven 7 no Japão) foi a revolução total. Um novo motor gráfico que conseguiu grandes melhorias na física na bola, assim como nas animações. Novos modos de jogo incluidos, como a PES Shop que consiste em ganhar uma série de pontos (50 pontos no modo Exibition) e depois de acumulado muitos desses, podemos comprar itens necessários (ou não) para o jogo. Pro Evo 3 foi o 1º jogo da saga a conseguir a licença FIFPro tornando-se assim muitos dos jogadores totalmente licenciados.

### Pro Evolution Soccer 4
- Lançamento: 15 de outubro de 2004
- Plataformas: PlayStation 2, Xbox e Microsoft Windows

PES 4 (Winning Eleven 8 no Japão) inclui as licenças de três ligas européias, o que contém jogadores mais realistas, faces mais aperfeiçoadas, camisolas, emblemas e patrocinios, tal e qual a realidade. Essas ligas são: La Liga, Serie A e Eredivisie (Espanha, Itália e Holanda, respectivamente). Há também outras ligas, porém não licenciadas como: England League e German League, que na realidade são as ligas da Inglaterra e da Alemanha. É o melhor jogo da saga (até, claro, 2004) a nível de licenças.
Dessa forma é considerado um dos melhores jogos de futebol da época

### Pro Evolution Soccer 5
- Lançamento: 20 de outubro de 2005
- Plataformas: PlayStation 2, Microsoft Windows, Xbox e PlayStation Portable

PES 5 (Winning Eleven 9 no Japão) Neste jogo, há muitas novidades. Não só a nova introdução de posições como: lateral e 2º ponta-de-lança, mas também, mais movimentos, fintas e animações. O 'tempo' também ganhou uma nova alteração: para além das restantes temperaturas meteorológicas, a Neve também ganhou um lugar, mas só é possível quando estiver no modo Winter (ninguém está abituado a ver neve no Verão). A Master League também foi melhorada, com um novo modo de treino. Mas sem dúvida, o melhor neste novo PES foi o modo on-line que veio torná-lo num verdadeiro simulador de futebol.

### Pro Evolution Soccer 6
- Lançamento: 26 de outubro de 2006
- Plataformas: PlayStation 2, Microsoft Windows, Xbox 360, Nintendo DS e PlayStation Portable

PES 6 (Winning Eleven 10 no Japão e Winning Eleven: Pro Evolution Soccer 2007 nos EUA. Melhorias no controle dos jogadores, sendo estes mais realistas. Possibilidade de jogar em rede, novas opções na PES Shop, a inserção de um torneio especial: The Reebok Cup, isto porque o jogo é patrocinado pela Reebok, e ainda o International Challenge Mode que funciona como o Campeonato Mundial de Futebol, tornaram deste juntamente com suas versões japonesa e americana, o melhor simulador de futebol de seu tempo, e o último com esse estilo de jogabilidade e gráficos feito pela Konami, pois na versões seguintes, a engine do jogo seria totalmente remodelada.

### Pro Evolution Soccer 2008
Ver artigo principal: Pro Evolution Soccer 2008
- Lançamento: 26 de outubro de 2007
- Jogadores na Capa: Cristiano Ronaldo e Gianluigi Buffon.
- Plataformas: Microsoft Windows, PlayStation 2, PlayStation Portable, Nintendo DS, Wii, Xbox 360, PlayStation 3

Pro Evolution Soccer 2008 (Winning Eleven 11 na versão japonesa) é o sétimo título da saga. Neste jogo, os gráficos melhoraram e mais licenças foram adicionadas. Apresenta um novo sistema de inteligência artificial, chamado Teamvision, que se adapta ao estilo de jogo de cada jogador para garantir que os adversários controlados pela IA sejam mais desafiantes e difíceis de derrotar. A saga ganhou 15 novos estádios, maior controlo de bola,câmera do banco de reserva,torcida mais realista com rostos distintos,simulações de faltas e importação facial usando uma câmara web. Pes 2008 (Pro Evolution Soccer 2008) é considerado por muitos o melhor PES de toda a saga.

### Pro Evolution Soccer 2009
- Lançamento: 17 de outubro de 2008
- Plataformas: PlayStation 2, PlayStation 3, Microsoft Windows, Xbox 360, PlayStation Portable e Wii

Pro Evolution Soccer 2009 é a oitava edição da série Pro Evolution Soccer, que apresenta as seguintes melhorias:
- Gráficos melhorados;
- Jogadores mais inteligentes;
- Ângulos de camera novos, mais realísticos;
- Equipes, jogadores e estádios novos;
- Melhorias na modalidade Liga Master;
- O novo Rumo ao Estrelato, onde se joga como se fosse um jogador;
- Atualização dos clubes e das equipes nacionais;
- Usando uma câmera USB, pode criar um jogador com a sua face;
- Maior controle da bola e movimentações quase perfeitas;

### Pro Evolution Soccer 2010
- Lançamento: 20 de outubro de 2009
- Plataformas: PlayStation 2, PlayStation 3, Microsoft Windows, Xbox 360, Wii e PlayStation Portable

Pro Evolution Soccer 2010 é a nona edição da série Pro Evolution Soccer, que apresenta as seguintes melhorias:
- Refinamento na inteligência artificial;
- Reformulação nos gráficos, com personagens mais parecidos com os atletas reais;
- Possibilidade de download de conteúdo extra;[4]

Outro destaque é o fortalecimento da parceria entre a Konami e a UEFA, a fim de assegurar os direitos de uso em videogame não apenas da Liga dos Campeões da UEFA, mas também da Liga Europa da UEFA, anteriormente conhecida como Copa da UEFA.A respeito da produção do jogo eletrônico, um dos produtores afirmou:
| “ | Temos seguido todos os comentários e feedback sobre a evolução da saga PES desde algum tempo, e o PES 2010 vai contar com muitas dessas ideias que os próprios jogadores nos têm feito chegar. O nosso objetivo é fazer um PES 2010 mais intuitivo, com uma experiência de jogo imediata que agrade os utilizadores desde o princípio, algo pelo qual já é famoso o jogo. PES 2010 vai ser melhor, terá melhor jogabilidade e recriará o futebol real de uma forma tão próxima quanto possível. | ” |

### Pro Evolution Soccer 2011
- Lançamento: 19 de outubro de 2010
- Plataformas: PlayStation 2, PlayStation 3, Microsoft Windows, Xbox 360, Nintendo 3DS, Wii, iOS, Android, Symbian, Windows Phone 7 e PlayStation Portable

Pro Evolution Soccer 2011 é a décima edição da série Pro Evolution Soccer, que apresenta as seguintes melhorias:
- Nova movimentação e novos dribles;
- Controle total, incluindo a inserção dos novos passes manuais, assim como já são os chutes, oferecendo um nível sem precedentes de controle para cada jogada;
- Nova inteligência artificial dos goleiros, melhorando sua movimentação;
- Master Liga online, inserindo a opção de jogar online com os seus jogadores da Master Liga;
- Um modo que permite a pessoa jogar com seu jogador favorito (Jogador Mundial)
- Inserção da Copa Santander Libertadores

### Pro Evolution Soccer 2012
- Lançamento: Outubro de 2011
- Plataformas: PlayStation 2, PlayStation 3, Microsoft Windows, Xbox 360, Nintendo 3DS, Wii, Android, iOS, Windows Phone 7, Xperia Play e PlayStation Portable

Pro Evolution Soccer 2012 (abreviado para PES 2012 e conhecido oficialmente na Ásia como World Soccer: Winning Eleven 2012) é a décima primeira edição da série Pro Evolution Soccer desenvolvido e publicado pela Konami com a assistência de produção da equipe Sky Blue.
Como nas versões anteriores do jogo, PES 2012 voltará a ser licenciado exclusivamente pela UEFA para conter as competições UEFA Champions League , UEFA Europa League e UEFA Super Cup juntamente licenciado pela CONMEBOL para disponibilizar a Copa Santander Libertadores. Agora com o acréscimo da Liga Portuguesa
(Liga Zon Sagres), mas com apenas SL Benfica, FC Porto e Sporting CP Licenciados. Além do licenciamento total de La Liga.
Jogabilidade
Segundo o Produtor executivo do jogo Shingo Takatsuka 'Seabass', PES 2012 terá uma grande melhoria na jogabilidade referente as versões anteriores, focando principalmente na inteligência artificial do jogo ( sistema batizado pela Konami de Sistema IA).
- Começando pela arbitragem, que será melhorada e remodelada, com novas movimentações e incluindo uma plena implementação da lei da vantagem, com o árbitro punindo e advertindo jogadores depois de jogadas desleais quando a bola estiver parada.

- A remoção do "bug catch-up", onde os defensores paravam os dribles dos atacantes com muita facilidade independentemente do ritmo ou qualidade do atacante.

- A inteligência artificial dos goleiros tão criticada na última versão, também será melhorada com novas animações e performances dos goleiros, possibilitando aos fãs da série uma experiência mais realista e tornando-os arqueiros mais confiáveis.

- A jogabilidade ofensiva será mais fluida, com uma melhora na resposta no jogo de equipe outro ponto falho na última versão, ultrapassagens (overlaps) voltarão ao jogo permitindo a execução de jogadas táticas e de inteligência.

- Jogadores sem posse de bola abrirão espaços e também podendo ser controlados de maneira exata e precisa.

- Suor e Sujeira nos uniformes dos jogadores também poderão ser notados durante uma partida do jogo, tudo isso para garantir o maior nível de realismo jamais visto em outro jogo de futebol virtual.

A idéia de Seabass é permitir que os fãs ao jogar PES 2012, sintam-se assistindo a uma partida de futebol real.

### Pro Evolution Soccer 2013
Um simulador de futebol feito especialmente para "confrontar" com FIFA 13 da produtora Eletronic Arts. A Konami quer voltar aos tempos de soberania e trouxe gráficos e com uma jogabilidade refinada e novos modos de jogos. Atraindo o público brasileiro com a adição da Liga do Brasil (equivalente ao Campeonato Brasileiro Série A) com as 20 equipes licenciadas. Com o acréscimo também do player ID que faz com que alguns jogadores tenham movimentos reais dentro de campo.

### Pro Evolution Soccer 2014
Pro Evolution Soccer 2014 (abreviado para PES 2014 e conhecido oficialmente na Ásia como World Soccer: Winning Eleven 2014) é um jogo de futebol profissional e a décima terceira edição da série Pro Evolution Soccer desenvolvido e publicado pela Konami. Depois da edição anterior, esta foi a última edição de Pro Evolution Soccer para Playstation 2, que agradou muitos jogadores por causa de seu gráfico, mesmo assim, Pro Evolution Soccer 2013 não superou Fifa 13. Sendo assim, os produtores de Pro Evolution Soccer 2014 estavam trabalhando duro para fazer uma novo jogo, com grandes mudanças, como a melhora da jogabilidade, e inteligência de seus jogadores. Herdada e modificada a partir da Fox Engine, utilizada para a elaboração da franquia Metal Gear Solid. O jogo prometeu muito, mas quando foi lançado foi considerado um desastre, com faces de jogadores parecidas com cera entre muitas outras falhas, bugs, etc. O jogo não contou com versões para Playstation 4 e Xbox One, ao contrário do seu rival direto, FIFA 14.

### Pro Evolution Soccer 2015
Pro Evolution Soccer 2015, (abreviado para PES 2015, e também conhecido como a World Soccer: Winning Eleven 2015 na Ásia), é um jogo de simulação de futebol profissional desenvolvido pela Konami para PlayStation 4, Xbox One, Xbox 360, Playstation 3 e PC que pertence à série Pro Evolution Soccer. O seu primeiro anúncio foi no evento E3 2014, e sua primeira demonstração de jogabilidade foi lançada em 25 de junho de 2014. O jogo tem seu lançamento em 13 de Novembro de 2014.

### Pro Evolution Soccer 2016
Pro Evolution Soccer 2016 (popularmente conhecido pela sua abreviação PES 2016 e por Winning Eleven 2016 na Ásia), é um jogo de futebol desenvolvido pela Konami para PlayStation 4, Xbox One, Xbox 360, Playstation 3 e PC que pertence à série Pro Evolution Soccer. O lançamento ocorreu dia 15 de setembro de 2015 nas Américas e dia 17 de setembro de 2015 na europa.

### Pro Evolution Soccer 2017
Pro Evolution Soccer 2017 (popularmente conhecido pela sua abreviação PES 2017 e por Winning Eleven 2017 na Ásia), é um jogo de futebol desenvolvido pela Konami para PlayStation 4, Xbox One, Xbox 360, Playstation 3, PC e Android que pertence à série Pro Evolution Soccer. O lançamento ocorreu dia 13 de setembro de 2016 nas Américas e dia 15 de setembro de 2016 na Europa. As estrelas presentes na capa do jogo são alguns jogadores do FC Barcelonaː Neymar, Lionel Messi, Luis Suárez, Ivan Rakitić e Gerard Piqué.

### Pro Evolution Soccer 2018
Pro Evolution Soccer 2018 (popularmente conhecido pela sua abreviação PES 2018 e por Winning Eleven 2018 na Ásia), é um jogo de futebol que foi desenvolvido pela Konami para PlayStation 4, Xbox One, Xbox 360, Playstation 3 e PC, que pertence à série Pro Evolution Soccer. O lançamento ocorreu dia 12 de setembro de 2017 nas Américas e dia 14 de setembro de 2017 na Europa e resto do mundo. As estrelas presentes na capa do jogo são alguns jogadores do FC Barcelonaː Lionel Messi, Luis Suárez, Andrés Iniesta e Rafinha. Porém, o atacante Luis Suárez é o principal dos embaixadores do game. O outro é Philippe Coutinho, a estrela da capa na versão brasileira do jogo.

## Outros títulos
Android/iOS
- J-League Kurabu Chanpionshippu

Arcade
- Winning Eleven Arcade Game Style (2002)
- Winning Eleven Arcade Game Style 2003
- Winning Eleven 2006 Arcade Championship
- World Soccer: Winning Eleven Arcade Championship 2008
- World Soccer: Winning Eleven Arcade Championship 2010
- World Soccer: Winning Eleven Arcade Championship 2012
- World Soccer: Winning Eleven Arcade Championship 2014

Game Boy Advance
- Wi-El: World Soccer Winning Eleven (2002)
- J-League Winning Eleven Advance 2002 (2002)

GameCube
- ESPN MLS ExtraTime 2002 (2002)

Microsoft Windows
- Winning Eleven Online (2012)
- Winning Eleven Online 2014

PlayStation
- ESPN MLS GameNight (2000)

PlayStation 2
- ESPN MLS ExtraTime (2001)
- World Soccer: Winning Eleven 8 Liveware Evolution (2005)
- World Soccer: Winning Eleven 9 Liveware Evolution (2006)
- World Soccer: Winning Eleven 2010 - Aoki Samurai no Chousen (2010)

PlayStation 3
- World Soccer: Winning Eleven 2010 - Aoki Samurai no Chousen (2010)

PlayStation Portable
- World Soccer: Winning Eleven 2010 - Aoki Samurai no Chousen (2010)

Xbox
- ESPN MLS ExtraTime 2002 (2002)

Wii
- World Soccer: Winning Eleven 2010 - Aoki Samurai no Chousen (2010)

### Série J-League Winning Eleven
| Edições |                                              |                           |               |
| Título | Data de lançamento                           | Região                    | Plataforma    |
| J-League Jikkyou Winning Eleven | Julho de 1995                                | Japão                     | PlayStation   |
| J-League Jikkyou Winning Eleven '97 | Novembro de 1996                             | Japão                     | PlayStation   |
| J-League Jikkyou Winning Eleven 3 | 1997                                         | Japão                     | PlayStation   |
| J-League Jikkyou Winning Eleven '98-'99 | Dezembro de 1998                             | Japão                     | PlayStation   |
| J-League Jikkyou Winning Eleven 2000 | Junho de 2000                                | Japão                     | PlayStation   |
| J-League Jikkyou Winning Eleven 2000 2nd | Novembro de 2000                             | Japão                     | PlayStation   |
| J-League Jikkyou Winning Eleven 2001 | Junho de 2001                                | Japão                     | PlayStation   |
| J-League Winning Eleven 5 | 25 de outubro de 2001                        | Japão                     | PlayStation 2 |
| J-League Winning Eleven 6 | 19 de setembro de 2002                       | Japão                     | PlayStation 2 |
| J-League Winning Eleven 8: Asia Championship K-League Winning Eleven 8: Asia ChampionshipCOR World Soccer Winning Eleven 8: Asia ChampionshipCN | 18 de novembro de 2004                       | Japão Coréia do Sul China | PlayStation 2 |
| J-League Winning Eleven 9: Asia Championship K-League Winning Eleven 9: Asia ChampionshipCOR                                                    | 17 de novembro de 2005 1 de dezembro de 2005 | Japão Coréia do Sul       | PlayStation 2 |
| J-League Winning Eleven 10: Europe League 06-07                                                                                                 | 22 de novembro de 2006                       | Japão                     | PlayStation 2 |
| J-League Winning Eleven 2007 Club Championship                                                                                                  | 2 de agosto de 2007                          | Japão                     | PlayStation 2 |
| J-League Winning Eleven 2008 Club Championship                                                                                                  | 2 de agosto de 2008                          | Japão                     | PlayStation 2 |
| J-League Winning Eleven 2009 Club Championship                                                                                                  | 6 de agosto de 2009                          | Japão                     | PlayStation 2 |
| J-League Winning Eleven 2010 Club Championship                                                                                                  | 5 de agosto de 2010                          | Japão                     | PlayStation 2 |

### Jogos de management
| Edições                                      |                        |        |               |
| Título                                       | Data de lançamento     | Região | Plataforma    |
| Winning Eleven Tactics: J-League             | 12 de dezembro de 2003 | Japão  | PlayStation 2 |
| Winning Eleven Tactics: European Club Soccer | 9 de dezembro de 2004  | Japão  | PlayStation 2 |
| Pro Evolution Soccer Management              | 24 de março de 2006    | Europa | PlayStation 2 |

### Jogos de card collection (card games)
| Edições                                                               |                       |        |             |
| Título                                                                | Data de lançamento    | Região | Plataforma  |
| World Soccer Collection S                                             | 27 de junho de 2013   | Japão  | Android/iOS |
| Pro Evolution Soccer Manager/Pro Evolution Soccer Collection          | 20 de maio de 2014    | Mundo  | Android/iOS |
| Pro Evolution Soccer Club Manager (Winning Eleven Club Manager)       | 5 de junho de 2015    | Mundo  | Android/iOS |
| Pro Evolution Soccer Card Collection (Winning Eleven Card Collection) | 31 de outubro de 2017 | Mundo  | Android/iOS |
| eFootball Champion Squads                                             |                       | Mundo  | Android/iOS |

## Ligas
As ligas de clubes surgiram no Pro Evolution Soccer 4, e desde então têm tido papel cada vez maior no jogo, suplantando em títulos recentes a antiga estrutura da Master League, que reunia equipes do mundo inteiro em um só sistema de ligas. Atualmente o jogo PES (Pro Evolution Soccer 2018, o mais recente da série) tem 16 ligas.
| - Bélgica - Jupiler Pro League (estreia em PES 2019) - Dinamarca - Superliga Dinamarquesa (estreia em PES 2019) - Escócia - Scottish Premiership (estreia em PES 2019) - Espanha - La Liga - Segunda División (desde PES 2015) - França - Ligue 1 - Ligue 2 (desde PES 2015) - Holanda - Eredivisie - Inglaterra - Premier League - Football League Championship (desde PES 2015) | - Itália - Série A TIM - Série B ConTe.it (desde PES 2015) - Portugal - Liga NOS (desde PES 2012) - Rússia - Premier League Russa (estreia em PES 2019) - Suíça - Super Liga Raiffeisen (estreia em PES 2019) - Argentina - Primeira División (desde PES 2014) - Brasil - Campeonato Brasileiro Série A (desde PES 2013) - Chile - Campeonato Nacional (desde PES 2014, ausente em PES 2015) |

Além destas, a série também oferece ligas completamente customizáveis, como a PES League e a WE League. A partir do PES 2014, foram instituídas três ligas contendo times fictícios correspondendo aos três continentes cujas competições principais de clubes estão representadas no jogo: Liga PEU (Europa), Liga PLA (América do Sul) e Liga PAS (Ásia). 2014 trazia também a Liga PDII, que servia como divisão inferior para uma liga à escolha do jogador nos modos do Football Life.

### Ligas que já estiveram no PES
| - Alemanha - Bundesliga (somente PES 4 e 5) - Japão - J. League 1 (somente na série Winning Eleven) - J. League 2 |